# Christoffer Taxell
Lars Evald Christoffer Taxell ( Turku, Finlandia, 14 de julio de 1948) es un político, líder empresarial y exrector de la Universidad Åbo Akademi de origen sueco-finlandés. Es conocido en Finlandia como un influyente tomador de decisiones en la política, economía y cultura de los sueco-finlandeses. En 2009, fue elegido por Iltalehti como el tercer tomador de decisiones más influyente en la economía finlandesa, después de Björn Wahlroos y Antti Herlin.

## Vida y trabajo
Taxell fue miembro del Partido Popular Sueco de Finlandia desde 1975 hasta 1991 y fue presidente del partido desde 1985 hasta 1990. Taxell se desempeñó como Ministro de Justicia de 1979 a 1987 en los gabinetes de Mauno Koivisto y Kalevi Sorsa, tras lo cual fue Ministro de Educación en el Gabinete Holkeri de 1987 a 1990. El mandato de Taxell duró 4037 días consecutivos (11 años).
De 1990 a 2002, Taxell fue CEO de Partek Oy y de 2005 a 2006 fue presidente de la Confederación de Industrias Finlandesas. Taxell también ha sido presidente de la Junta de Finnair y miembro de los consejos de administración de EFFOA Byggproduktindustrin, ABB, Merita Bank, Sampo, Varma-Sampo, KCI Konecranes, Wärtsilä (Metra), Kalmar Industries, Raisio Group, Nordkalk, Hormos Medical, Boliden, Lifim y Skandia.
Fuera del mundo empresarial, Taxell ha sido rector de la Universidad Åbo Akademi, entre otros cargos. También fue presidente de la junta de la Fundación para la Åbo Akademi y de la Föreningen Konstsamfundet rf. Taxell es el presidente de la Junta de la Alianza Universitaria y encabezó la fundación para la Capital Europea de la Cultura en Turku en 2011.
El padre de Taxell, Lars Erik Taxell, también fue presidente del Partido Popular Sueco de Finlandia. Taxell se graduó con una licenciatura en derecho de la Universidad de Turku en 1972.

## La Paradoja de Taxell
En el discurso sobre la política lingüística finlandesa-sueca, a Christoffer Taxell se le atribuye a menudo un concepto central de la viabilidad a largo plazo de los servicios e instituciones bilingües, conocido como la Paradoja de Taxell (en sueco, Taxellska paradoxen). El concepto sostiene que las soluciones monolingües (suecas) garantizan mejor el bilingüismo, mientras que las soluciones bilingües conducen al monolingüismo. El razonamiento se basa en la observación de que la posición del idioma sueco en entornos como las escuelas está subordinada al idioma mayoritario, el finlandés, por razones prácticas y sociales, a pesar de las características positivas asociadas con el aprendizaje mutuo de idiomas.
Se dice que el origen del término fue un discurso inaugural en 1985 en la Escuela Vocacional de Ostrobotnia del Sur (en sueco, Sydösterbottens yrkesskola). El propio Taxell no considera que el término se describa como una paradoja ni se le atribuya, sino que se refiere a experiencias repetidas durante el período de independencia de Finlandia.